# فارنافاز الأول من أيبريا
فارنافاز الأول من أيبريا (بالجورجية:ფარნავაზი) كان ملك كارتلي، وهي مملكة جورجية قديمة تعرف باسم إبيريا في المصادر الكلاسيكية. ويرجع إليه الفضل حسب التقاليد الجورجية في العصور الوسطى أنه مؤسس مملكة كارتلي، والأسرة الفارنافازية. ويعتقد الكثير من الأساتذة أن حكم هذه الأسرة كان في القرن الثالث قبل الميلاد: 302–237 ق.م.